# Liste der Bodendenkmäler in Ebershausen
Auf dieser Seite sind die Bodendenkmäler in der schwäbischen Gemeinde Ebershausen zusammengestellt. Diese Tabelle ist eine Teilliste der Liste der Bodendenkmäler in Bayern. Grundlage ist die Bayerische Denkmalliste, die auf Basis des Bayerischen Denkmalschutzgesetzes vom 1. Oktober 1973 erstmals erstellt wurde und seither durch das Bayerische Landesamt für Denkmalpflege geführt wird. Die folgenden Angaben ersetzen nicht die rechtsverbindliche Auskunft der Denkmalschutzbehörde.

## Bodendenkmäler in der GemarkungSeifertshofen
- zwei vermutlich Hallstattzeitliche Grabhügel 1100 m ostsüdöstlich der Kirche von Seifertshofen mit alten Grabungsspuren;
- Mittelalterlicher Burgstall südwestlich der Kapelle von Waltenberg im Bereich des Hauses Nr. 3 oberhalb des Gutnachtals; Grabenreste und ein tiefer gemauerter Brunnen sind noch erhalten; bis 1933 waren auch noch Mauerreste und Reste eines Turmes erhalten; umschloss eine Fläche von 43 auf 26 m;

## Bodendenkmäler in dem nahe beiWaltenberggelegenen gemeindefreien GebietEbershauser-Nattenhauser Wald
- Spätlatènezeitliche Keltische Viereckschanze, 500 m südsüdwestlich von Waltenberg auf einem Geländesporn am östlichen Talrand des Gutnachtals;
- Vorgeschichtliche Grabhügelgruppe mit drei bis vier Grabhügeln 1000 m südöstlich von Waltenberg;
- Vorgeschichtlicher Grabhügel 1400 m ostsüdöstlich von Waltenberg;
- Hallstattzeitliches Grabhügelfeld mit 12 Grabhügeln 750 m ostnordöstlich von Waltenberg;